# Fontaine-lavoir de Montagney
La fontaine-lavoir de Montagney est une fontaine située à Montagney, en France.

## Description
Le monument se compose de trois parties en alignement :  
- le puisoir : édicule en forme de temple circulaire à six piliers d'inspiration antique ;
- l’abreuvoir : long bassin rectangulaire aux extrémités arrondies
- le lavoir : bâtiment rectangulaire couvert avec un grand coté ouvert grâce à cinq colonnes de soutènement.

Le puisoir et l'abreuvoir sont entourés de pavés.

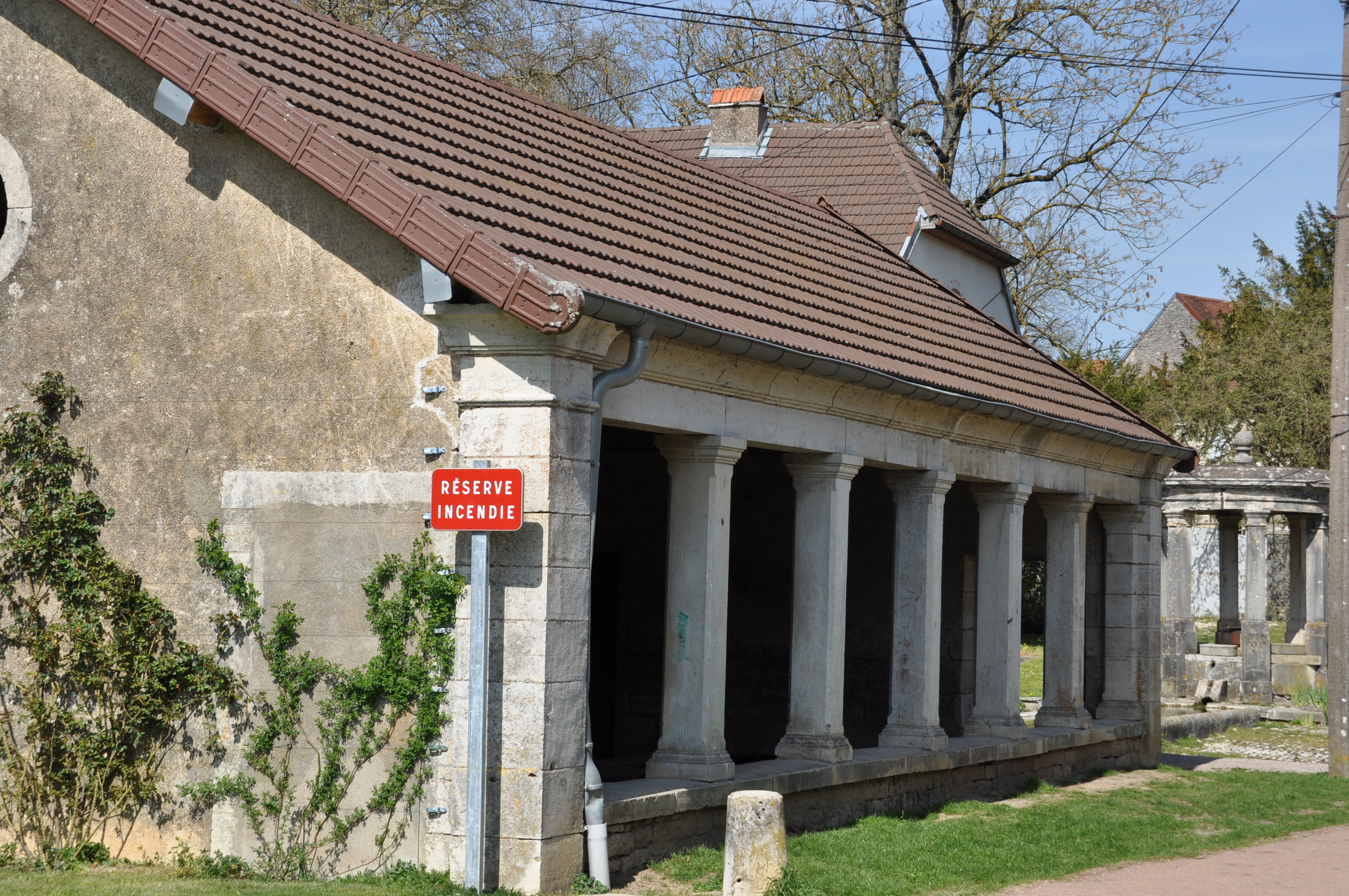
Le lavoir.

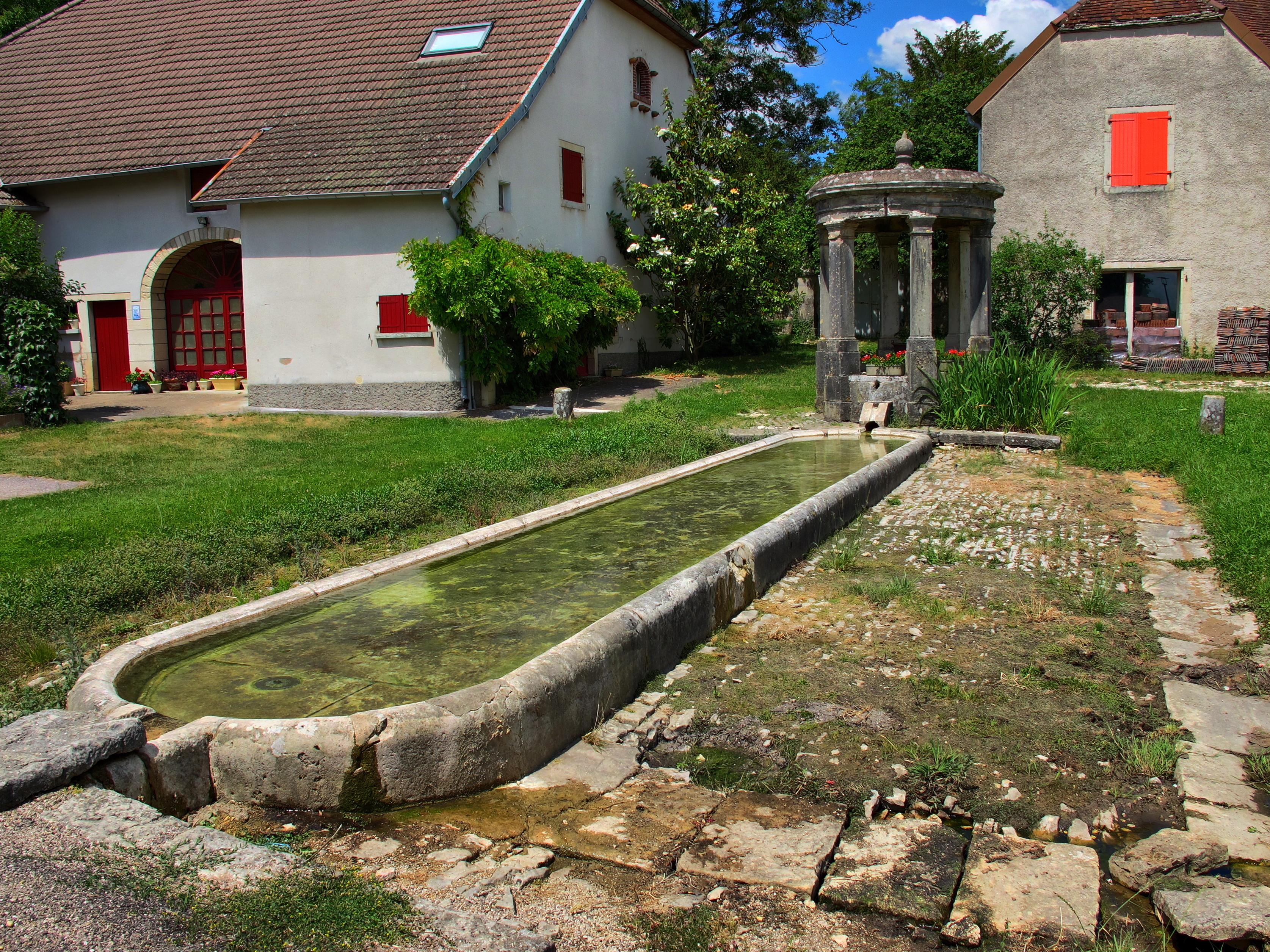
Le puisoir et l'abreuvoir.

## Localisation
La fontaine est située sur la commune de Montagney, dans le département français de la Haute-Saône.

## Historique
La fontaine a été édifiée en 1844 d'après les plans de l'architecte Christophe Colard.
L'édifice est inscrit au titre des monuments historiques en 1986.